# KenKen
KenKen™ je matematično-logična igra oz. številčna uganka nekoliko podobna sudokuju. Izumil jo je japonski učitelj Tetsuya Miyamoto in je bila marca 2008 objavljena v angleškem časopisu The Times. KenKen™ je sicer zaščiteno ime podjetja Nextoy, LLC.
Namen igre je izpolniti kvadratno mrežo velikosti N x N s števili od 1 do N. Pri tem mora veljati:
- Vsaka vrstica vsebuje vsako število natančno enkrat
- Vsak stolpec vsebuje vsako število natančno enkrat

Ta dva pogoja sta značilna tudi za sudoku.
- Vsaka skupina krepko občrtanih polj vsebuje več števil in rezultat ter matematično operacijo (privzeta operacija je seštevanje). V skupini se lahko števila ponovijo. Matematična operacija z neznanimi števili mora dati znani rezultat.

Nekatere tehnike reševanja so enake kot pri sudokujih.

### Rešitev
Rešitev primera - v uganki nastopajo števila od 1 do 6:
- "11+" v zgornjem levem vogalu je lahko "5,6" (ali pa "6,5")
- "2/" v zgornji vrsti je ena od možnosti "1,2", "2,4" or "3,6"
- "20x" zgoraj je "4,5"
- "6x" v gornjem desnem kotu je lahko le "1,1,2,3". Ker se 1 ne more ponoviti v zadnjem stolpcu je nujno v ločenem polju (peto polje v zgornji vrstici)
- "240x" je lahko "6,5,4,2" ali "3,5,4,4".
- itn.

Bolj komplicirane uganke so lahko brez oznake matematične operacije, ki jo moramo šele ugotoviti.